# Yerong
Le yerong est une langue taï-kadaï, de la branche kadaï, parlée en Chine, dans la province de Guangxi par les Yerong, près de la frontière du Viêt Nam.

## Classification
Le yerong est une des langues buyang. Celles-ci font partie des langues kadaï, un des sous-groupes des langues taï-kadaï. Les Yerong, comme l'ensemble des Buyang, sont recensés par les autorités chinoises dans la nationalité zhuang.

## Phonologie
Les tableaux présentent les phonèmes du yerong, les voyelles et les consonnes.

### Voyelles
|         | Antérieure  | Postérieure |
| ------- | ----------- | ----------- |
| Fermée  | i [i]       | ɯ [ɯ] u [u] |
| Moyenne | e [e]       | o [o]       |
| Ouverte | ɛ [ɛ] a [a] | ɔ [ɔ]       |

### Consonnes
|            |              | Bilabiales | Dentales | Alvéolaires | Alvéolaires | Alv.-pal. | Dorsales  | Dorsales  | Dorsales | Glottales |
| ---------- | ------------ | ---------- | -------- | ----------- | ----------- | --------- | --------- | --------- | -------- | --------- |
| Centrales  | Latérales    | Bilabiales | Dentales | Palatales   | Vélaires    | Alv.-pal. | Uvulaires |           |          | Glottales |
| Occlusives | Sourde       | p [p]      |          | t [t]       |             |           |           | k [k]     | q [q]    | ʔ [ʔ]     |
| Occlusives | Palatalisées | pj [pʲ]    |          |             |             |           |           | kj [kʲ]   |          |           |
| Occlusives | Labialisées  |            |          |             |             |           |           | kw [kʷ]   |          |           |
| Occlusives | Aspirées     | ph [pʰ]    |          | th [tʰ]     |             |           |           | kh [kʰ]   | qh [qʰ]  |           |
| Occlusives | Labialisées  |            |          |             |             |           |           | khw [kʷʰ] |          |           |
| Occlusives | Sonore       | ʔb [ʔb]    |          | ʔd [ʔd]     |             |           |           |           |          |           |
| Fricatives | sourdes      | f [f]      | θ [θ]    |             | ɬ [ɬ]       | ɕ [ɕ]     |           |           | χ [χ]    | h [h]     |
| Fricatives | Sonore       | v [v]      |          |             |             | ʑ [ʑ]     |           |           |          |           |
| Affriquées | sourdes      |            |          | ts [ts]     |             |           |           |           |          |           |
| Affriquées | Aspirées     |            |          | tsh [tsʰ]   |             |           |           |           |          |           |
| Liquides   | Liquides     |            |          |             | l [l]       |           |           |           |          |           |
| Nasales    | Nasales      | m [m]      |          | n [n]       |             |           | ɲ [ɲ]     | ŋ [ŋ]     |          |           |

### Une langue tonale
Le yerong est une langue tonale, qui possède quatre tons.

## Sources
- (en) Jerold A. Edmondson 2008, Kra or Kadai Languages, dans The Tai-Kadai Languages (éditeurs, Anthony Van Nostrand Diller, Jerold A. Edmondson, Yongxian Luo), pp. 653-670, Londres, Routledge.
- (zh) Li Jinfang, Zhou Guoyan, 1999, 仡央语言探索 - Gēyāng yǔyán tànsuǒ - Studies on Outlier Kam-Tai, Pékin, Zhōngyāng mínzú dàxué chūbǎnshè  (ISBN 7-81056-289-4)
- (zh) Li Jinfang, 1999, 布央语研究 - Bùyāngyǔ yánjiū, Pékin, Zhōngyāng mínzú dàxué chūbǎnshè  (ISBN 7-81056-059-X)